# Лятович (гміна)
Гміна Лятович (пол. Gmina Latowicz) — місько-сільська гміна у центральній Польщі. Належить до Мінського повіту Мазовецького воєводства.
Станом на 31 грудня 2011 у гміні проживало 5507 осіб.

## Площа
Згідно з даними за 2007 рік площа гміни становила 114.15 км², у тому числі:
- орні землі: 84.00%
- ліси: 9.00%

Таким чином, площа гміни становить 9.80% площі повіту.

## Населення
Станом на 31 грудня 2011:
| Опис     | Загалом | Загалом | Чоловіки | Чоловіки | Жінки | Жінки |
| -------- | ------- | ------- | -------- | -------- | ----- | ----- |
| одиниця  | осіб    | %       | осіб     | %        | осіб  | %     |
| все      | 5507    | 100     | 2752     | 49.97    | 2755  | 50.03 |
| міське   | 0       | 100     | 0        |          | 0     |       |
| сільське | 5507    | 100     | 2752     | 49.97    | 2755  | 50.03 |

## Сусідні гміни
Гміна Лятович межує з такими гмінами: Борове, Водине, Мрози, Парисув, Сенниця, Цеґлув.